# 小林清栄
小林 清栄（こばやし きよえい、1894年（明治27年）1月5日 - 1987年（昭和62年）12月20日）は三重県生まれの洋画家、政治家である。

## 来歴
1894年1月5日、三重県南牟婁郡神川村（現熊野市神川町）に生まれる。出生当時の名前は茂。父は神川村村長の小林信太郎、母の名は不詳であるが、文化学院を開いた西村伊作とは従兄弟の関係にあたる。
1905年、青木梅岳に師事。1908年、西村伊作に油絵技法を習う。1920年に鹿子木孟朗の門に入る。1924年、絵画を学ぶため渡仏。1927年（昭和2年）帰国。藤島武二に師事する。1931年（昭和6年）から1935年（昭和10年）にかけてカメラマン2人を率いて紀伊半島各地を巡って写真に収め、それらの写真を吉野熊野国立公園の指定申請書に添付した。同国立公園は1936年（昭和11年）に指定を受けた。
1938年、日中戦争で海軍の従軍画家となる。1941年、清栄に改名する。1942年、海軍の航空艦隊等で従軍し、戦争画の制作に当たる。1943年、戦争画を集めた第7回海洋美術展に出展している。1944年、郷里に疎開した。
1946年、神川村長に就任する。1948年に三重県美術協会が発足するに際しては、世話役として尽力した。1954年、町村合併で発足した熊野市の初代市長に就任した。1959年三重県教育委員に就任し、6年間務める。1965年、東京に転居。1982年、四国八十八箇所霊場の絵の制作に取り組む。1987年（昭和62年）東京で死去。享年95（93歳没）。
小林の死後2011年（平成23年）10月に、遺族が吉野熊野国立公園指定申請に利用した写真87点を熊野市立図書館に寄贈した。